# SN 2008ei
SN 2008ei – supernowa typu Ia odkryta 23 lipca 2008 roku w galaktyce UGC 11977. W momencie odkrycia miała maksymalną jasność 17,60m.